# Ana Usabiaga
Ana Usabiaga Balerdi (* 19. Januar 1990 in Ordizia) ist eine spanische Radsportlerin. 

## Sportliche Laufbahn
2011 wurde Ana Usabiaga im Teamsprint mit Tania Calvo erstmals spanische Meisterin der Elite. Bis 2016 wurden die beiden Sportlerinnen noch drei weitere Male nationale Meisterinnen in dieser Disziplin. Bis einschließlich 2019 errang sie insgesamt 15 spanische Titel auf der Bahn: in Einer- und Mannschaftsverfolgung, im Punktefahren sowie im Scratch. Sie ist die ältere Schwester von Irene Usabiaga, mit der sie gemeinsam sechs Mal spanische Meisterin in der Mannschaftsverfolgung wurde.
Bei den UEC-Bahn-Europameisterschaften 2019 belegte Ana Usabiaga im Scratch Rang vier.

## Erfolge
2011
- Spanische Meisterin – Teamsprint (mit Tania Calvo)

2012
- Spanische Meisterin – Einerverfolgung, Teamsprint (mit Tania Calvo), Mannschaftsverfolgung (mit Olatz Ferran und Irene Usabiaga)

2015
- Spanische Meisterin – Teamsprint (mit Tania Calvo), Mannschaftsverfolgung (mit Ziortza Isasi, Irene Usabiaga und Naia Leonet)

2016
- Spanische Meisterin – Scratch, Punktefahren, Teamsprint (mit Tania Calvo), Mannschaftsverfolgung (mit Ziortza Isasi, Irene Usabiaga und Naia Leonet)

2017
- Spanische Meisterin – Scratch, Mannschaftsverfolgung (mit Ziortza Isasi, Irene Usabiaga und Ane Iriarte)

2018
- Spanische Meisterin – Scratch, Punktefahren, Mannschaftsverfolgung (mit Ziortza Isasi, Irene Usabiaga und Aroa Gorostiza)

2019
- Spanische Meisterin – Mannschaftsverfolgung (mit Ziortza Isasi, Irene Usabiaga und Aroa Gorostiza)

2020
- Spanische Meisterin – Omnium

## Teams
- 2012–2013 Lointek